# Can Goules
Can Goules o Can Pensatibé és un mas al terme de Sant Julià de Vilatorta (Osona) catalogat l'Inventari del Patrimoni Arquitectònic de Catalunya. Can Goules és conegut per la gent del veïnat de Sant Marc com Can Pensatibé. La llinda del portal principal duu la data de 1833. El seu nom remet al de les properes masies de Can Rumia i Can Discorre.
Masia de planta rectangular coberta a dues vessants i amb el carener perpendicular a la façana, situada a migdia. Consta de planta baixa, primer pis i golfes. A l'antiga façana, amb un portal rectangular datat, s'hi adossa un cos de porxos format per cinc arcades que abasten longitudinalment els dos pisos de l'edificació i la seva alçada és decreixent segons la inclinació dels vessants de la teulada. A llevant s'adossa un cos de fusta de construcció recent; la part nord és gairebé cega, amb un cos adossat i a ponent s'obre un portal a la planta, tres finestres i un balcó. És construïda amb pedra basta unida amb morter, tàpia i pedra picada.